# O Grande Elias
O Grande Elias (Portugiesisch für: Der große Elias) ist eine Filmkomödie des portugiesischen Regisseurs Arthur Duarte aus dem Jahr 1950. Der Film wird der Comédia portuguesa zugerechnet.

## Handlung
Ana Maria und ihr Vater sind eine einfache und an chronischen Finanzproblemen leidende Familie. Er lebt von seiner Frau Francisca getrennt und gibt alles Geld beim Spiel aus, seine Tochter ist Revue-Tänzerin und Sängerin, und ohne die regelmäßigen Überweisungen der Tante aus Brasilien wäre die Familie längst am Ende. Der grundsolide Kleinkünstler Miguel träumt derweil von einem einfachen Leben auf dem Land mit seiner Kollegin Ana Maria.
Jene Tante aus Brasilien wähnt die Familie jedoch in Wohlstand und beschließt überraschend, zu Besuch zu kommen. Das Leben der Beteiligten gerät in Aufruhr, und die Improvisationskünste von Elias, Vaters windigem Spielfreund, kommen nun zum Einsatz.

## Rezeption
Der Film gilt als einer der letzten großen Erfolge der Hochphase des Portugiesischen Films. Er ist bis heute populär in Portugal, wie auch einige andere Erfolgsfilme des ehemaligen UFA-Schauspielers Arthur Duarte.
Der Film wurde mehrmals im öffentlich-rechtlichen Fernsehen der RTP ausgestrahlt. Er erschien zudem als VHS-Kaufkassette und später in verschiedenen Editionen als DVD bei Lusomundo, nach seiner Restauration durch die Cinemateca Portuguesa.